# Erland Hellström
Erland Folke Henry Hellström (Kaiserslautern, 16 dicembre 1980) è un ex calciatore svedese, di ruolo portiere.

## Biografia
Erland nacque a Kaiserslautern, città tedesca in cui stava militando il padre Ronnie Hellström, il quale fu uno dei portieri più importanti della storia del calcio svedese.

## Club
Nel 1997 entrò a far parte della prima squadra del Väsby IK, che all'epoca militava nella terza serie nazionale.
Tra il 2000 e il 2002 ebbe una prima parentesi all'Hammarby, club di cui il padre Ronnie era stato uomo simbolo per molti anni. Erland, invece, rivestì il ruolo di riserva, tanto da debuttare nella massima serie solo il 10 settembre 2001, in occasione del pareggio interno per 2-2 contro l'Häcken. L'Hammarby terminò quel campionato al primo posto, vincendo il primo storico titolo della propria storia. La prima parentesi di Erland Hellström con i biancoverdi stoccolmesi durò tre anni, durante i quali totalizzò sette presenze.
In vista del campionato 2003, venne girato in prestito in seconda serie all'Assyriska, venendo acquisito a titolo definitivo a fine stagione. Nel 2004 scese in campo in tutti e 30 gli incontri disputati dalla squadra, che si classificò terza ma che poi perse gli spareggi promozione contro l'Örgryte in virtù della regola dei gol fuori casa. Nonostante ciò, l'Assyriska (che fino a quel momento non aveva mai raggiunto la massima serie) ottenne comunque la promozione grazie al ripescaggio ai danni dell'Örebro, escluso per problemi economici. Hellström disputò così il suo primo vero campionato di Allsvenskan da titolare, tuttavia la squadra chiuse all'ultimo posto e retrocedette. Un grave infortunio al legamento crociato lo costrinse invece a chiudere anzitempo la stagione 2006.
Nel gennaio 2006, alla riapertura del mercato, Hellström tornò all'Hammarby. Ristabilitosi, rientrò in campo nel successivo mese di luglio alla dodicesima giornata, ma nella partita seguente si infortunò nuovamente. Ritornò a giocare alla ventesima giornata, ma nel corso della ventitreesima giornata contro l'IFK Göteborg dovette ancora lasciare il terreno di gioco. Nella stagione 2008 non giocò mai.
Prima dell'inizio del campionato 2009, Hellström venne girato in prestito al Väsby United, squadra di Superettan nata dalla fusione del suo vecchio club del Väsby IK con il Café Opera. In quella che fu la sua ultima stagione, giocò solo le prime due giornate.